# Operação Eagle Claw
Operação Eagle Claw foi uma operação militar norte-americana ordenada pelo presidente Jimmy Carter com o objetivo de tentar pôr fim à crise de reféns no Irã pelo resgate de 52 americanos mantidos em cativeiro na embaixada dos Estados Unidos em Teerã, em 24 de abril de 1980. O seu fracasso, e a humilhação pública que se seguiu, danificou o prestígio americano em todo o mundo e é considerado por muitos, incluindo o próprio Carter, como um dos motivos de sua derrota na eleição presidencial de 1980.
A operação previa um mínimo de seis helicópteros, mas oito foram enviados. Um teve problemas hidráulicos, outro sofreu uma avaria numa das pás e um terceiro não pôde navegar através de uma nuvem de areia muito fina (a haboob), o que obrigou um dos helicópteros a fazer um pouso forçado e os outros a voltar ao porta-aviões USS Nimitz (CVN-68).
Durante o planejamento foi decidido que a missão seria abortada se restassem menos de 6 helicópteros, isto apesar de apenas quatro serem considerados absolutamente necessários.[3] Numa opção que ainda hoje é discutida nos círculos militares, os comandantes pediram ao Presidente Carter permissão para abortar a missão e Carter acedeu ao pedido. 
A operação resultou em uma missão fracassada, a destruição de duas aeronaves e a morte de oito soldados americanos e um civil iraniano.